# Cuneisigna hemidelta
Cuneisigna hemidelta là một loài bướm đêm trong họ Noctuidae.